# Boerhavia boissieri
Boerhavia boissieri är en underblomsväxtart som beskrevs av Anton Heimerl. Boerhavia boissieri ingår i släktet Boerhavia och familjen underblomsväxter. Inga underarter finns listade i Catalogue of Life.